# 26575 Andreapugh
26575 Andreapugh este un asteroid din centura principală de asteroizi.

## Descriere
26575 Andreapugh este un asteroid din centura principală de asteroizi. A fost descoperit pe 9 martie 2000 la Socorro, New Mexico, în cadrul proiectului LINEAR. Asteroidul prezintă o orbită caracterizată de o semiaxă mare de 2,44 ua, o excentricitate de 0,19 și o înclinație de 3,6° în raport cu ecliptica.